# Banneville-la-Campagne
Banneville-la-Campagne (Banneville-la-Campagneⓘ) – miejscowość i gmina we Francji, w regionie Normandia, w departamencie Calvados.
Według danych na rok 1990 gminę zamieszkiwało 76 osób, a gęstość zaludnienia wynosiła 12 osób/km² (wśród 1815 gmin Dolnej Normandii Banneville-la-Campagne plasuje się na 810. miejscu pod względem liczby ludności, natomiast pod względem powierzchni na miejscu 776.).